# ناثان مور
ناثان مور (بالإنجليزية: Nathan Moore)‏ هو عازف قيثارة ومغن مؤلف أمريكي، ولد في 12 أكتوبر 1970.